# Terauchiana singularis
Terauchiana singularis är en insektsart som beskrevs av Matsumura 1915. Terauchiana singularis ingår i släktet Terauchiana och familjen sporrstritar. Inga underarter finns listade i Catalogue of Life.